# Tom Egbers
Tom Egbers (Almelo, 18 oktober 1957) is een Nederlands journalist, presentator en schrijver.

## Loopbaan
Egbers studeerde midden jaren tachtig af aan de School voor Journalistiek in Utrecht. Koos Postema, zijn examinator, beval hem aan bij de NOS en hij werd in 1984 aangenomen bij Studio Sport (NOS) als presentator. In die periode maakte hij ook interviews voor het weekblad Voetbal International. In 1990 maakte Egbers de overstap naar Veronica, waarvoor hij het mediaprogramma Stop de Persen bedacht en presenteerde. Voor Veronica presenteerde hij ook de actualiteitenrubriek Nieuwslijn en een muziekprogramma waarin hij Edisons uitreikte aan internationale artiesten. 
In 1992 keerde Egbers terug naar de NOS, nu ook om muziekprogramma's te presenteren (North Sea Jazz, Tom & Herrie) en een interviewreeks met vooraanstaande mensen uit de wereld van de media (In mijn ogen). Vanaf 1994 presenteerde Egbers Champions League-uitzendingen van de NOS. Hij is als verslaggever en presentator bij wedstrijden van het Nederlands elftal, bij EK's en WK's. Bij het EK van 2016 volgde hij het Belgisch voetbalelftal, omdat Nederland ontbrak.
Egbers was van 2008 tot en met 2023 ook presentator  van het programma Andere Tijden Sport (VPRO en NOS). In het najaar van 2018 presenteerde Egbers voor de NTR de documentaireserie Toms Engeland op NPO 2, over de situatie van zijn moederland (zie: Persoonlijk) na het Brexitreferendum. In het najaar van 2019 volgde de serie Toms Ierland, waarin Egbers het land bezocht dat zijn voorouders rond 1850 ontvluchtten, en in 2022 Toms Schotland.
In maart 2023 maakte de NOS bekend dat Egbers een aantal maanden niet op televisie te zien zou zijn. Dit volgde op een controverse rond een artikel in de Volkskrant, waarin een oud-collega hem beschuldigde van intimidatie en ander wangedrag. Naar aanleiding van dit artikel stelde de NOS een onderzoek in, waarvan de resultaten werden gepubliceerd op 14 november 2023, waaraan "niet per se gevolgen voor de toekomst van presentator Tom Egbers bij de omroep" zouden worden verbonden. Na een kort geding dat Egbers aanspande om weer terug te keren bij de NOS, schikten beide partijen en werd besloten dat hij weer programma's kan gaan maken voor de NOS.
In juni 2025 keerde Egbers terug op tv met een serie voor de NOS, getiteld Toms Derby's. Hierin brengt Egbers bezoeken aan vier opvallende voetbalderby's in Europa.

## Publicaties
Egbers schreef het boek De Zwarte Meteoor, over de Zuid-Afrikaanse wondervoetballer Steve Mokone, die in 1957 voor zijn favoriete voetbalclub Heracles kwam te spelen. De Zwarte Meteoor werd in 2000 verfilmd. In 2002 verscheen een vervolg op het boek, getiteld Twaalf Gestolen Jaren. Ook verschenen Egbers’ korte verhalen "Roni" in de bundel Eeuwig Ajax, en "Lapland" in de bundel Paradijs bij het dashboardlicht. Het toneelstuk The Graduate is door Tom Egbers vertaald in het Nederlands. In 2012 verscheen zijn boek Rory Storm: Hoe de koning van Liverpool werd onttroond door The Beatles over Alan Caldwell die als sportman en muzikant van The Hurricanes in Liverpool bekendheid genoot.

## Persoonlijk
Tom Egbers is een zoon van een Twentse vader en een Engelse moeder. Zijn grootvader Tom Duffy diende tijdens de Eerste Wereldoorlog aan het westfront. In een aflevering van het programma Verborgen verleden, voor het eerst uitgezonden op 9 januari 2016, ontdekte Egbers dat de familie van zijn moeder oorspronkelijk uit County Mayo in Ierland afkomstig was.
Egbers is sinds 1991 getrouwd met actrice en televisiepresentatrice Janke Dekker. Het paar heeft twee kinderen. Hun dochter is operazangeres Amy Egbers.
In de zomer van 2019 werd Egbers getroffen door een hartinfarct, wat hem tijdelijk aan de kant hield als presentator van Studio Sport. In het voor- en najaar van 2023 werd hij opnieuw getroffen door een hartinfarct.

## Trivia
- Tom Egbers speelde een hoofdrol in de speelfilm Covergirl (1990, Metropolis Film) en gastrollen in De eenzame oorlog van Koos Tak (NPS, regie Theo van Gogh) en De Vereenigde Algemeene (VARA, regie Egbert van Hees).
- In een sketch van Herman Koch voor het Amnesty International Gala speelde hij de rol van mensenrechtenman.
- Egbers speelde gitaar (linkshandig) in verschillende bands: Drambuie,  Lapland, Mr. BooBoo en Friends for life.
- Hij debuteerde als voetballer (linksbuiten) op 9-jarige leeftijd in Heracles D2 met een doelpunt in de met 5-2 gewonnen uitwedstrijd tegen Omhoog D1 in Wierden.